# Fay Holden
Fay Holden, född 26 september 1893 i Birmingham, England, död 23 juni 1973 i Los Angeles, Kalifornien, var en amerikansk skådespelare. Hon spelade mor till Andy Hardy (Mickey Rooney) i 15 filmer om denne under åren 1937–1958.

## Filmografi, urval
- 1937 – Andy Hardy på vift
- 1937 – Unga läkare
- 1938 – Andy Hardy och kärleken
- 1938 – I kväll kl 8
- 1938 – Kärleksduetten
- 1939 – Andy Hardy lever högt
- 1939 – Stackars Andy Hardy!
- 1940 – Andy Hardy och oskulden
- 1941 – Andy Hardy lever livet
- 1941 – Andy Hardys privatsekreterare
- 1941 – Ziegfeldflickan
- 1941 – En viss mr. Pulham
- 1942 – Andy Hardys dubbelliv
- 1942 – Charmören Andy Hardy
- 1942 – Blommor i skugga
- 1944 – Andy Hardy och blondinerna
- 1946 – De drogo västerut
- 1948 – Viskande Smith
- 1949 – Simson och Delila